# Anni Reiner

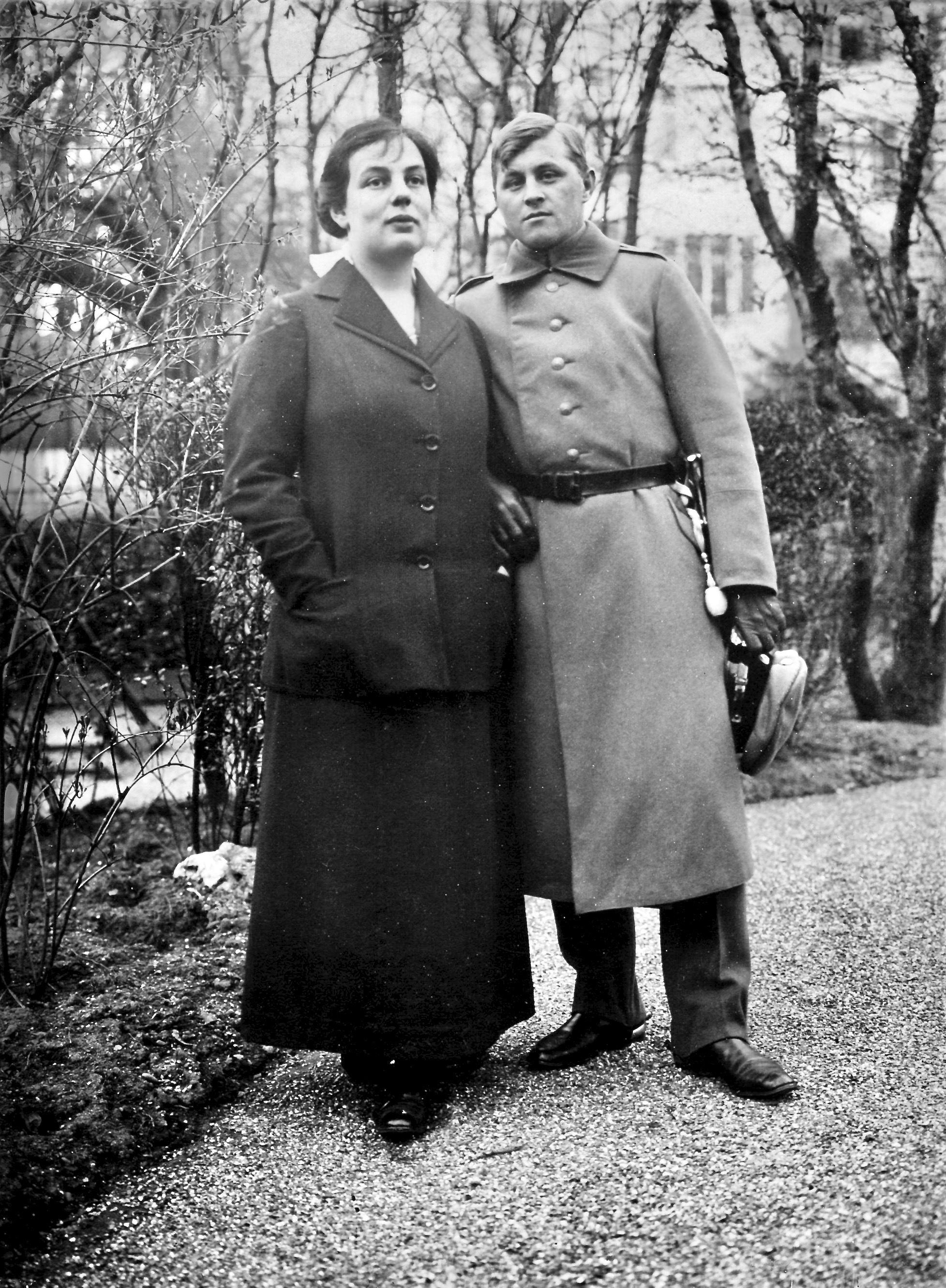
Anna Sara Hochschild und ihr Verlobter, der promovierte Offiziersstellvertreter Paul Reiner, Frühling 1916

Anni Reiner (geboren am 27. Februar 1891 in Frankfurt am Main, Deutschland; gestorben am 28. Februar 1972 in Zürich, Schweiz), geboren als Anna Sara Hochschild, war eine qualifizierte deutsche Krankenpflegerin, eine pädagogisch nicht ausgebildete Hilfslehrkraft für die jüngsten Schüler in der Freien Schulgemeinde in Wickersdorf und in der Schule am Meer auf Juist sowie eine schweizerische Kinderbuchautorin.

## Familie

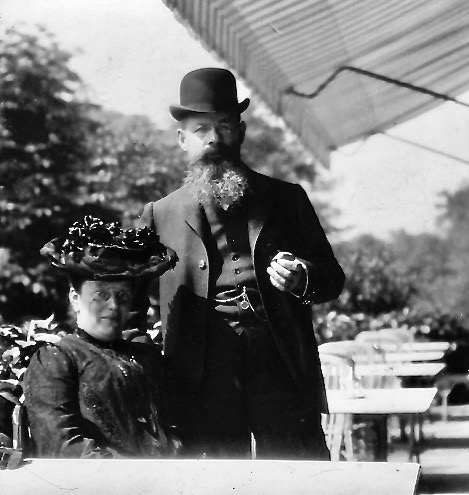
Anni Reiners Eltern Philippine und Zachary Hochschild, um 1900

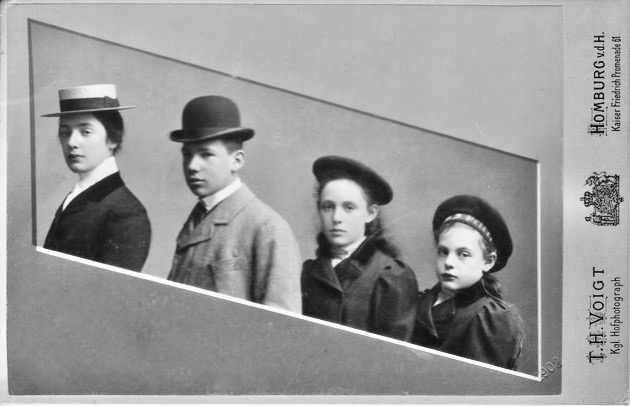
Die Geschwister von links: Henriette „Henni“ Hochschild, Philipp Hochschild, Alice Gustine Hochschild und Anna Sara Hochschild, 1902

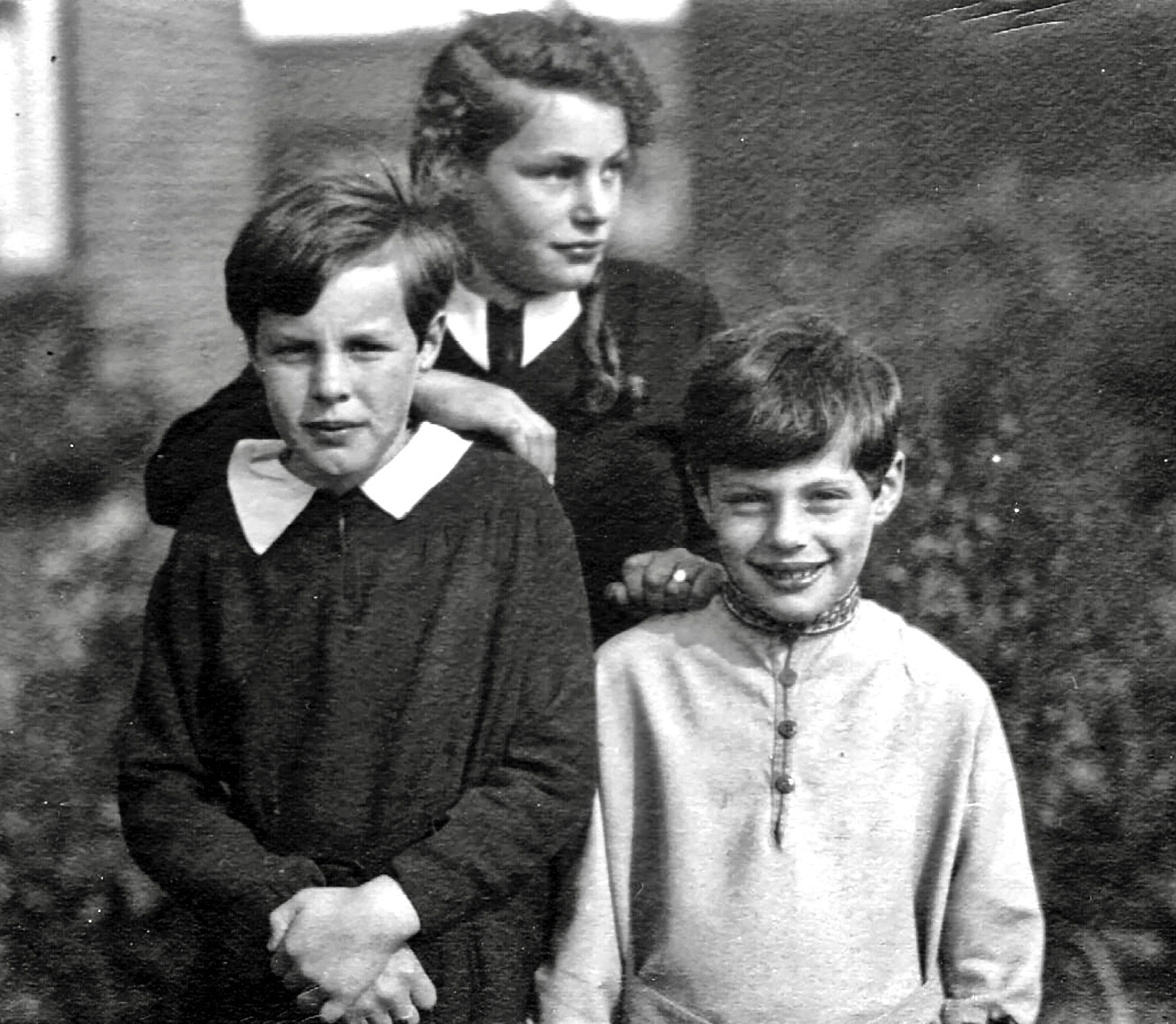
Eva, Renate und Ruth Reiner auf dem Areal der Schule am Meer auf der ostfriesischen Nordseeinsel Juist, vor der Geburt ihrer Schwester Karin, um 1929

Anna Sara Hochschild war das jüngste von vier Kindern bzw. die jüngste Tochter des Mitbegründers der Frankfurter Metallgesellschaft AG und der Metallurgischen Gesellschaft AG, Zachary Hochschild (geboren am 16. Mai 1854 in Biblis; gestorben am 6. November 1912 in München), und dessen Ehefrau Philippine Hochschild (geboren am 7. Juli 1859 in Frankfurt am Main; gestorben am 28. Dezember 1931 ebenda), geborene Ellinger.
Anna Sara Hochschild hatte drei ältere Geschwister, zwei Schwestern und einen Bruder:
- die Erstgeborene Henriette „Henni“ Hochschild (geboren am 13. Mai 1882 in Frankfurt am Main; gestorben am 9. Mai 1965 in Königstein im Taunus),[8][9][10] später trotz Widerstands des Vaters verheiratet mit dem als nicht standesgemäß erachteten Kaufmann Carl Rudolf Euler (* 19. Oktober 1875 in Frankfurt am Main; † 2. März 1964 in Königstein im Taunus),[11][12][13]
- Philipp Hochschild (geboren am 29. Dezember 1883 in Frankfurt am Main; gestorben am 17. März 1946 in Hampstead, Middlesex, England)[14] und
- Alice Gustine Hochschild (geboren am 10. August 1889 in Frankfurt am Main; gestorben am 23. Dezember 1948 in Zürich),[15] später verheiratet mit dem Zürcher Mediziner Paul von Monakow (* 24. März 1885 in Pfäfers, Kanton St. Gallen, Schweiz; † 22. August 1945 in Samaden, Kanton Graubünden, Schweiz).[16][17]

Am 11. Dezember 1916 heiratete Anna Sara Hochschild den im Kriegseinsatz befindlichen promovierten „geprüften Lehramtspraktikanten“ Paul Reiner, evangelisch-lutherischer Konfession. Als dessen Trauzeuge fungierte der Schriftsteller Gustav Wyneken, für Anni deren Schwager Carl Rudolf Euler.
Aus der Ehe von Anna Sara und Paul Reiner gingen vier Töchter hervor, die standesamtlich als der israelitischen Religion zugehörig eingetragen wurden:
- Renate „Nati“ (geboren am 8. Dezember 1917 in Frankfurt am Main; gestorben am 13. Januar 2003 in Ann Arbor, Michigan, USA)[20]
- Eva Maria (geboren am 14. Juni 1919 in Frankfurt am Main; gestorben am 23. Januar 1999 in Zollikon, Kanton Zürich, Schweiz)[21][22]
- Ruth „Ruthli“ Elisabeth (geboren am 15. September 1922 in Saalfeld, Thüringen; gestorben am 22. Mai 1948 in Marina di Massa, Toskana, Italien)
- Karin (geboren am 24. August 1931)

Renate, Eva und Ruth waren Schülerinnen der Schule am Meer. Alle vier Töchter sollen nach dem 30. Januar 1933 christlich getauft worden sein, ein Primärbeleg dafür steht jedoch aus.

## Leben

### Schule und Studium
Anni Hochschild wuchs in Frankfurt am Main auf, wo sie bis nach ihrer Reifeprüfung die Schule besuchte. Nach der achtklassigen Volksschule wechselte sie nach Ostern 1906 in die Obertertia der Schillerschule, eine „Städtische Studienanstalt der realgymnasialen Richtung“.
Zum Wintersemester 1911/12 immatrikulierte sie sich an der Ruprecht-Karls-Universität in Heidelberg aufgrund ihrer Abitur-Bestnoten in Chemie und Physik (Biologie war in ihrem Abschlusszeugnis nicht enthalten) für ein Studium der Naturwissenschaften. Nach zwei Semestern wechselte sie jedoch im Wintersemester 1912/13 zum Studienfach Philosophie. Etwa zu dieser Zeit lernte sie im Verlauf eines studentischen Fests den Doktoranden oder bereits promovierten Paul Reiner kennen, den sie 1916 heiratete. In Heidelberg besuchte sie Vorlesungen, die zuvor auch Paul Reiner gehört hatte, z. B. bei Friedrich Gundelfinger, und orientierte sich demzufolge teils stark an dem, was ihr Verlobter zuvor in seinem Studium belegt hatte. Zum Wintersemester 1913/14 inskribierte sie sich an der Ludwig-Maximilians-Universität in München und studierte dort neben Philosophie nun zusätzlich Literaturgeschichte, im Sommersemester 1914 dann auch in Heidelberg. Im Wintersemester 1914/15 immatrikulierte sie sich an der gerade gegründeten Königlichen Universität zu Frankfurt am Main, wo sie auch im Sommersemester 1915 studierte. Ihr verstorbener Vater war für diese Hochschule als Stifter aufgetreten. Im Sommer 1915 ließ sie sich wie viele patriotisch gesinnte Frauen aus wohlhabendem Hause wegen des Krieges in Frankfurt am Main zur Krankenpflegerin schulen und arbeitete kurzzeitig, ggf. nur während der Semesterferien, als Hilfsschwester (sie war staatlich geprüfte Krankenpflegerin, keine Krankenschwester) in einem Lazarett, möglicherweise in dem von ihrer Mutter Philippine nach familiärer Überlieferung wohl zur Rekonvaleszenz verwundeter Soldaten bereitgestellten Landhaus Die Höhe in Eppenhain im Taunus. Anlässlich ihrer Hochzeit 1916 gab Anni Hochschild in Frankfurt am Main amtlich zu Protokoll, sie gehe keinem Beruf nach. Ab dem Wintersemester 1915/16 bis einschließlich des Wintersemesters 1917/18 war sie erneut in Heidelberg eingeschrieben, zuletzt jedoch „wegen Krankheit vom Belegen von Vorlesungen befreit“. Bei der „Krankheit“ handelte es sich um ihre erste Schwangerschaft. Schon vor ihrer Schwangerschaft wurden etliche Vorlesungen und Übungen von ihr zwar belegt und bezahlt, ausweislich ihres Studienbuches aber nicht besucht.
Ihr Studium brach Anni Reiner ohne akademischen Abschluss oder Staatsexamen spätestens nach der Geburt ihres ersten Kindes ab. Das Ehepaar bekam eine Tochter, Renate, genannt „Nati“. Ein Lehramt im Hinblick auf jüngere Kinder hatte Anni Reiner ganz offensichtlich nie angestrebt; ihr Studium verlief teils erratisch und erscheint retrospektiv als wenig zielorientiert. Während ihr Ehemann Paul in zwölf Semestern fünf Fächer studiert und mit der Promotion abgeschlossen hatte, war es Anni Reiner in zehn Semestern nicht gelungen, ihr Studium von zwei Fächern abzuschließen.
Am 25. Oktober 1917 erteilte sie ihrem Ehemann eine notariell beglaubigte Generalvollmacht, die mit 100.000 Mark beziffert wurde (zur groben Orientierung: entspricht heute etwa 240.000 EUR), ein Betrag, der zu diesem Zeitpunkt in etwa dem Vermögen der 26-Jährigen entsprochen haben dürfte.

### Wickersdorf, Thüringer Wald
Nach der 1919 geborenen zweiten Tochter Eva Maria war Anni Reiner ab 1920 gemeinsam mit ihrem dort seit 1919 unterrichtenden Ehemann in der Freien Schulgemeinde in Wickersdorf bei Saalfeld im Thüringer Wald als Krankenpflegerin und Lehrkraft für Deutschkunde und Rechnen der jüngsten Schüler tätig. Als unqualifizierte Hilfslehrkraft konnte sie dort nur aufgrund ihres ebenda bereits wirkenden Ehemannes tätig werden. Alle Ehepartner waren gehalten, sich innerhalb eines privaten Landerziehungsheims mit einzubringen, auch diejenigen ohne jegliche pädagogische Qualifikation.
Anni und Paul Reiner erwarben in Wickersdorf ein Grundstück, auf dem sich das Ehepaar Anfang der 1920er Jahre ein Wohnhaus errichten ließ.
Anni Reiners Hilfslehrtätigkeit (Anleitung + Learning by Doing) wurde mangels pädagogischer Ausbildung, Staatsexamen und Expertise auf die jüngsten Schüler begrenzt; bei Visiten der Schulaufsichtsbehörde (z. B. des Oberschulrats) blieb sie im Hintergrund, da sie keine fundierten fachlichen Gespräche über Deutschkunde, Rechnen oder Didaktik hätte führen können und nicht offenbar werden sollte, dass im Internat auch einige wenige unausgebildete Kräfte Schüler unterrichten. So wurde beispielsweise auch die pädagogisch nicht ausgebildete Hauswirtschaftsleiterin Marie Franke (1864–1940), die u. a. für die lebensreformerische Ernährung zuständig war, in Wickersdorf und auf Juist zu einer Hilfslehrtätigkeit herangezogen.
1922 wurde in der thüringischen Kreisstadt Saalfeld Anni und Paul Reiners dritte Tochter Ruth Elisabeth, genannt „Ruthli“, entbunden.
Nach langjährigen Kontroversen mit dem aus seinem Amt entlassenen, rechtskräftig verurteilten, aber immer noch einflussreichen Schulmitgründer und zeitweiligen Schulleiter, dem päderastischen Straftäter Gustav Wyneken, folgte das Ehepaar 1925 Martin Luserke, Fritz Hafner, Rudolf Aeschlimann und Wickersdorfer Schülern in eine Sezession zum neu gegründeten Landerziehungsheim Schule am Meer auf die ostfriesische Insel Juist.

### Juist, Nordsee

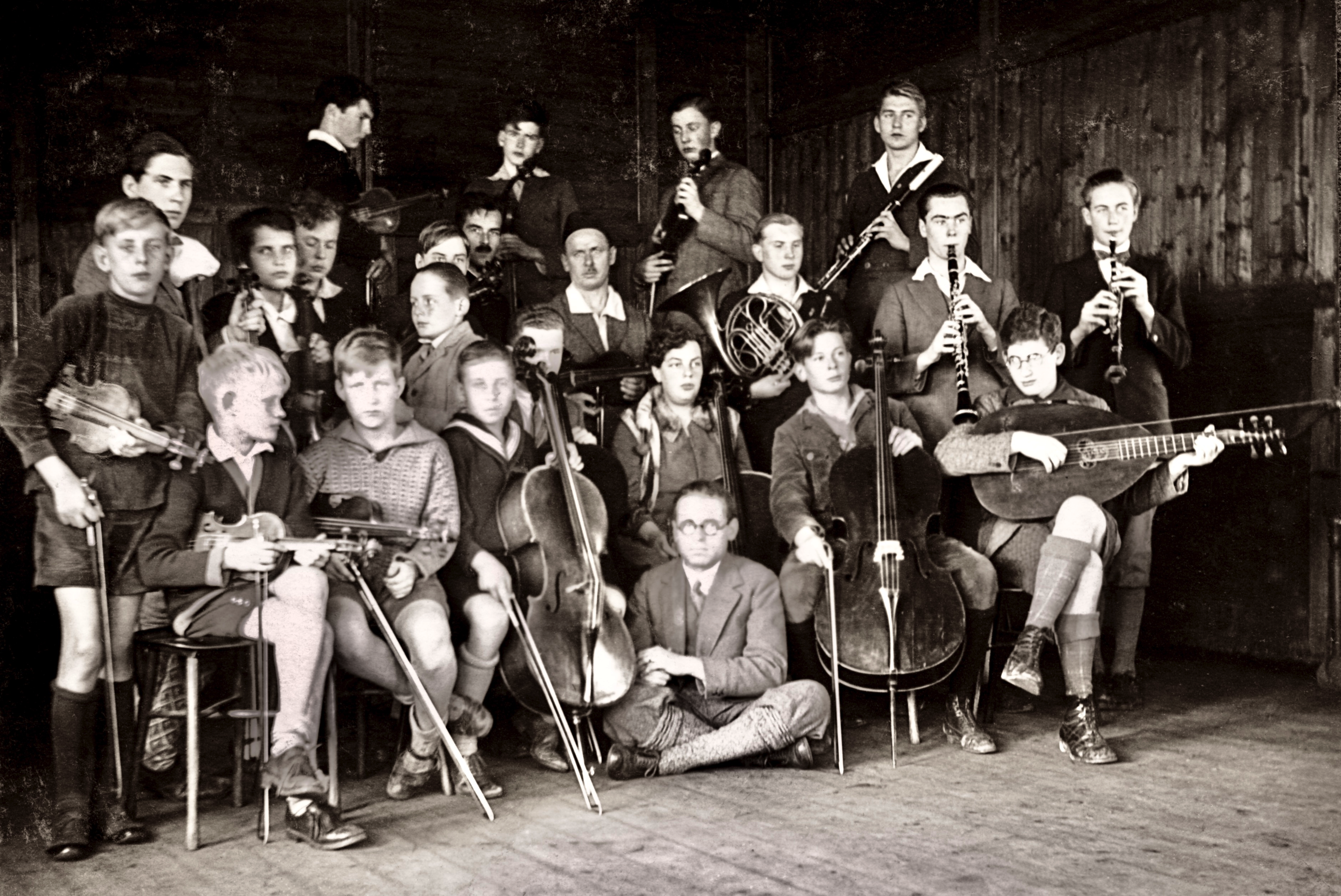
Orchesterensemble der Schule am Meer: In der Bildmitte am Boden im Schneidersitz Chor- und Orchesterleiter Eduard Zuckmayer, dahinter sitzend Anni Reiner mit Violoncello, überragt vom stehenden Schulleiter Martin Luserke (Instrument teils verdeckt, vermutl. Bratsche), ganz hinten links im Profil Walter Georg Kühne mit Violine, vorn ganz rechts sitzend Gerhard Bry mit Mandoline, um 1928

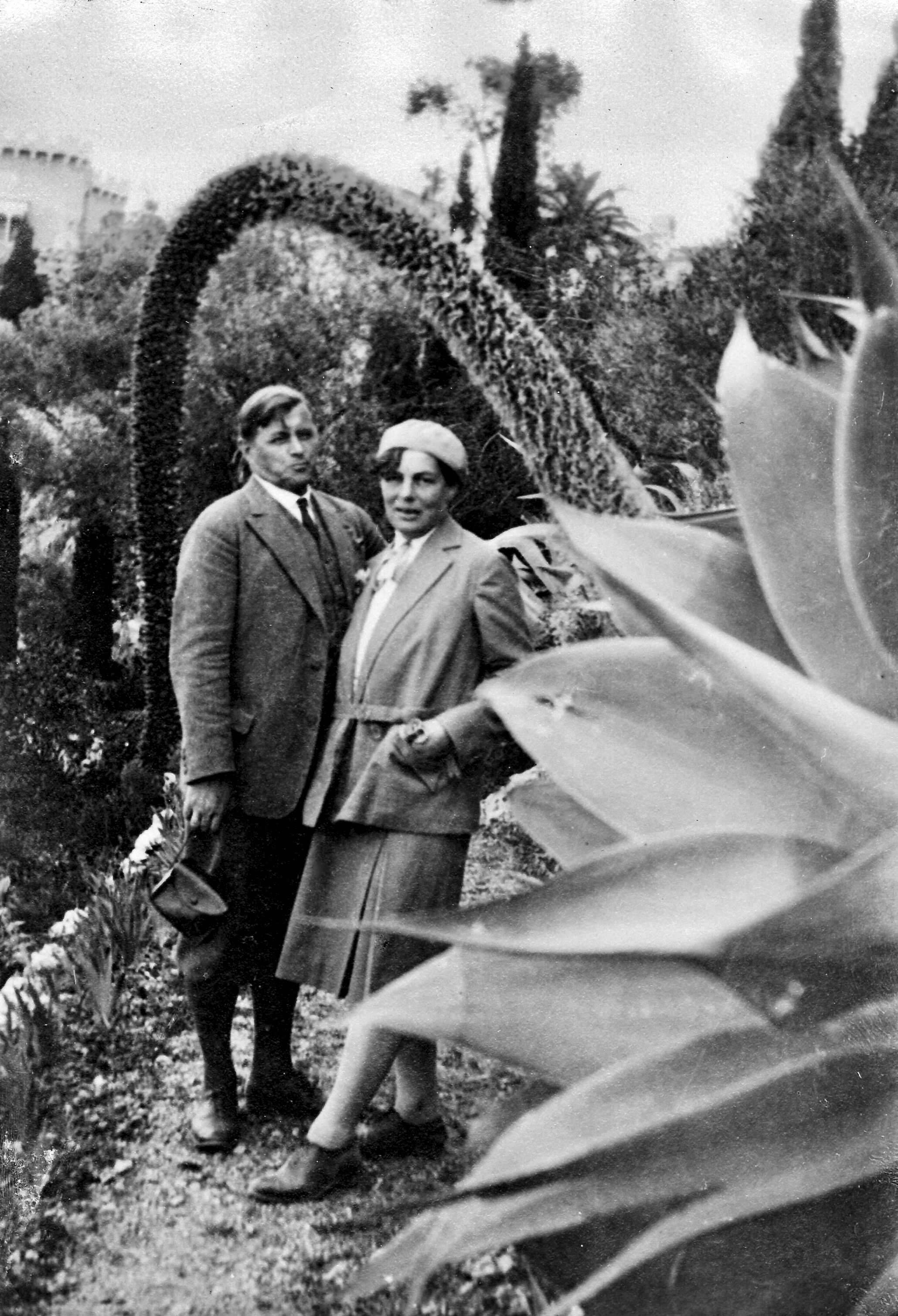
Paul und Anni Reiner während einer Urlaubsreise durch die Schweiz und Italien, 1929 – zu dieser Zeit war der Ehemann bereits an Magenkrebs erkrankt

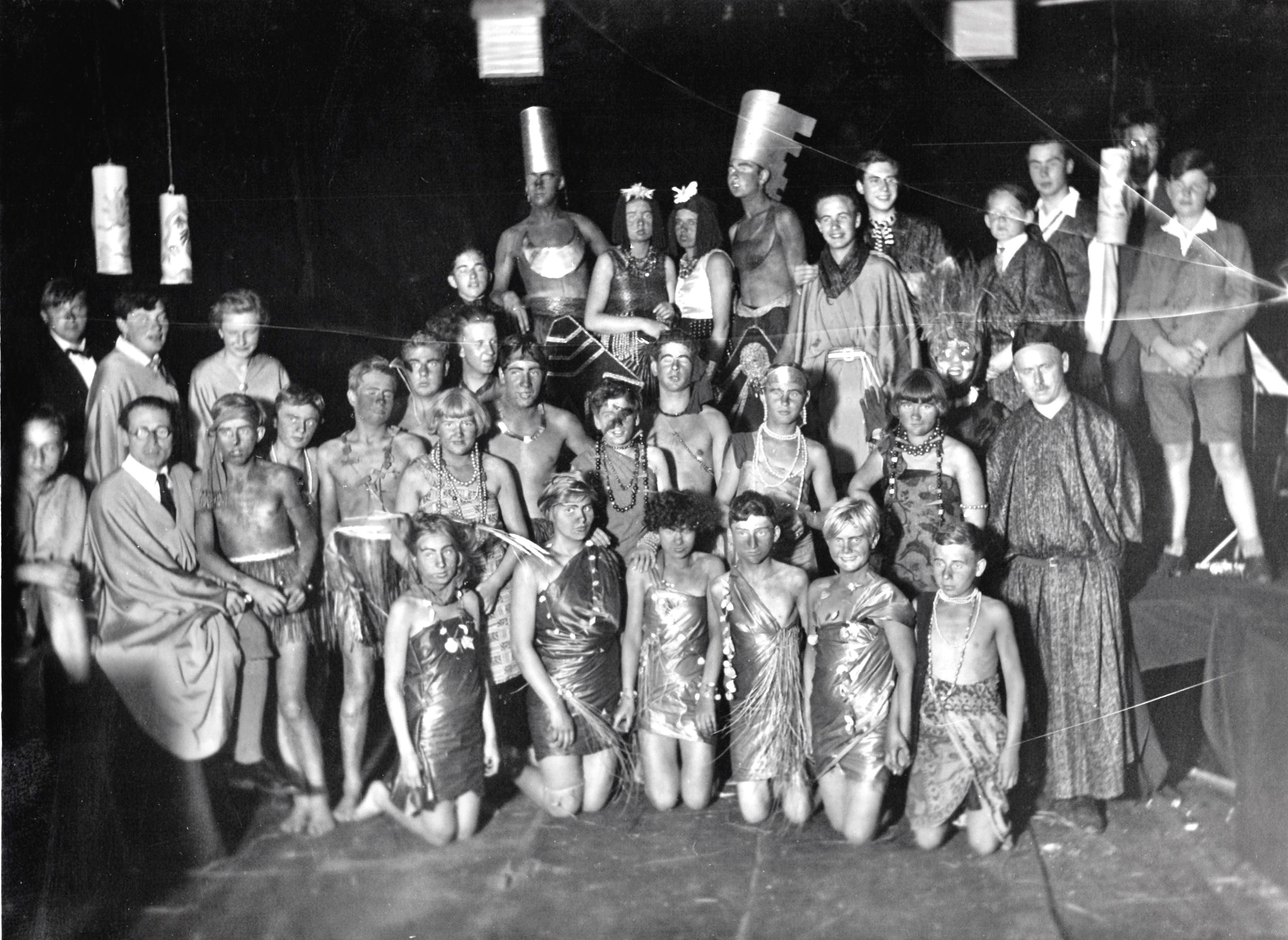
Bühnenfoto Schule am Meer 1931: hinten links Paul Reiner und Anna Sara Reiner, vor ihr sitzend Eduard Zuckmayer, vorn ganz rechts stehend Martin Luserke

Im Vergleich zum landschaftlich sehr üppigen Thüringer Wald bildete die von ihrer Vegetation und reliefierten Struktur her seinerzeit sehr karge Sandbank einen herben Kontrast. Das Erbringen von Pionierleistungen stand nun auch für Anni Reiner auf der Tagesordnung. Einzige Konstante war die tägliche Abwehr des immer in Bewegung befindlichen Dünensandes und Meeres.
In der S.a.M. unterrichtete Anni Reiner ab dem 1. Mai 1925 erneut Deutschkunde und Rechnen bei den jüngsten Schülern. Sowohl in Wickersdorf als auch auf der Insel Juist zählten dazu Vorschulkinder, Grundschüler und Schüler der Unterstufe. Eine Hausaufgabenbetreuung und Nachhilfe gehörten bei Bedarf dazu. In einem im Original erhaltenen Protokollheft der S.a.M. von 1932/33, in dem die Schüler abwechselnd den Unterrichtsverlauf festhielten, wird der durch Anni Reiner erteilte Deutschkunde-Unterricht in seinem Ablauf teils detailliert beschrieben. Das Niveau des Unterrichts wurde durch Schüler, Eltern und qualifizierte Pädagogen als niedrig beurteilt. Den Schülern wurde stattdessen sehr viel Freiheit zugestanden; daraus resultierten in der Folge zahlreiche Wissens- und Bildungslücken.
Mit ihrem Ehemann, der als stellvertretender Schulleiter und pädagogisch als Leiter des politischen Seminars für die Oberstufe eine herausgehobene Stellung im Internat und in dessen Stiftungskuratorium einnahm, engagierte sie sich für den Aufbau und den Erfolg des Internats und nahm aktiv im Schulorchester und -chor sowie am Darstellenden Spiel auf der Schulbühne teil, belegt durch zahlreiche erhaltene Fotos, zwei davon sind hier abgebildet.
Im Januar 1929, während des harten „Eiswinters“, kündigte sich Paul Reiners schwere Krebserkrankung durch einen Blutsturz an. Der Juister Landarzt kapitulierte; der Befund überforderte seine limitierten Behandlungsmöglichkeiten vor Ort, der Schiffsverkehr war eingestellt. Anni Reiner aktivierte ihre Verwandtschaft und ließ ihren Schwager einfliegen, den Zürcher Internisten und Neurologen Paul von Monakow, dessen Charterflugzeug auf dem Sandstrand nördlich der S.a.M. landete. Paul Reiner wurde zur Behandlung erstmals in die Eos-Klinik seines Schwagers ausgeflogen, begleitet von seiner höchst besorgten Ehefrau Anni.
Im selben Jahr erwarb das Ehepaar Reiner ein Baugrundstück in Brissago am Lago Maggiore im schweizerischen Kanton Tessin. Es plante somit bereits eine familiäre Zukunftsperspektive im nahezu mediterranen Süden des neutralen Nachbarlandes, bevor knapp vier Jahre später damit begonnen wurde, den NS-Staat zu konstituieren. Dabei dürften der Gesundheitszustand von Paul Reiner und die relative Nähe zur Zürcher Privatklinik des Schwagers Paul von Monakow eine gewichtige Rolle gespielt haben. Im Verlauf dieser Reise, die auch durch Italien führte, besuchte das Ehepaar im Tessin den Anarchisten und Kunstmaler Ernst Frick (Foto erhalten, siehe: Biographie Paul Reiner).
Im August 1931 wurde die vierte Tochter von Anni und Paul Reiner geboren, Karin.
Im März 1932 stiftete Anni Reiner dem Musiksaal im Obergeschoss der neu errichteten freistehenden Bühnenhalle des Internats einen wertvollen gebrauchten Steinway-Flügel aus dem Erbe ihrer im Dezember 1931 verstorbenen Mutter. Über diese erhebliche musikalische Qualitätssteigerung gegenüber dem bisher einzig genutzten kleinen Cembalo begeisterten sich insbesondere die S.a.M.-Musikpädagogen, der als hochtalentiert geltende prämierte Konzertpianist Eduard Zuckmayer, Kurt Sydow sowie die diversen Ensembles des Schulorchesters.
Sechzehn Monate nach der Geburt ihrer vierten Tochter verstarb Anni Reiners Ehemann 46-jährig im November 1932 in der Zürcher Eos-Klinik des Schwagers Paul von Monakow. Wenige Monate später, nach der Machtabtretung an die Nationalsozialisten, wurde die 42-jährige Anni Reiner mit ihren vier Töchtern zum Verlassen der Insel Juist genötigt, genau wie die anderen Schüler und Lehrer jüdischer Abstammung sowie sämtliche Mädchen ungeachtet deren Konfession und Herkunft, die nach NS-Maßgabe (vollständige Trennung von Jungen und Mädchen im Unterricht und Aufhebung der Koedukation, „möglichst an allen Schulen“) künftig generell weder neben Knaben leben noch mit ihnen zusammen unterrichtet werden sollten.
Deshalb hätten die Reiners auch ungeachtet ihrer jüdischen Herkunft Juist verlassen müssen, denn es gab keine andere weiterführende Schule auf der Insel als die S.a.M., welche die Töchter Renate, Eva und Ruth künftig hätten besuchen können.
In dieser Situation fühlte sich Anni Reiner als Jüdin durch Martin Luserke in seiner Funktion als Schulleiter im Stich gelassen; ihre langjährige kollegiale Freundschaft zerbrach daran. Dieser Bruch beschäftigte Luserke noch kurz vor seinem Tod, als er darauf in einem Schriftstück einging, das er im Februar 1967 verfasste und dem früheren S.a.M.-Absolventen Hubert H. Kelter mit der Aufgabe übertrug, Anni Reiner in seinem Namen in der Schweiz aufzusuchen. Dieses Schriftstück findet sich im Nachlass von Anni Reiner, ist ihr also zugegangen.
Unstrittig ist, dass kein Schulleiter im Deutschen Reich NS-Anordnungen außer Kraft setzen oder dem massiv aufgebauten Druck lokaler bzw. regionaler NS-Chargen (inkl. HJ und SA) widerstehen konnte, zumal ganz ohne staatliche Fördermittel kein Fortbestand des Landerziehungsheims denkbar war.

„Wenn die Schule im Zusammenhang mit der notwendig gewordenen Trennung von Frau Reiner sich damals nicht sofort selber auflöste, so tat sie nichts anderes, als was so ziemlich ganz Deutschland tat oder tun mußte […] Wer hätte denn wünschen mögen, unsere Schule gleichgeschaltet allmählich in einen Zustand innerer Halbheit und Zerrissenheit absinken zu sehen, wie ich ihn an anderer Stelle [19]34–35 noch aus nächster Nähe beobachten konnte [Zuckmayer wirkte danach kurzzeitig an der Odenwaldschule]; wer hätte das wünschen mögen, nur – damit eben dort Schule gehalten würde?? […] Nein, es war wohl gut und richtig so, daß Lu [Schulleiter Martin Luserke] die Einsicht, die Entschlußkraft und die Härte aufbrachte, im rechten Augenblick und noch aus einem gewissen Grad von freier Entschließung heraus Schluß zu machen [die Schule am Meer zu schließen], was andern – und mir – damals nur sehr schwer eingehen wollte.“

Die Nationalsozialisten duldeten weder die von Martin Luserkes Schule am Meer betriebene Koedukation noch deren gepflegte Basisdemokratie (Mitbestimmung der Schüler, Gleichberechtigung von Lehrern und Schülern), weder die dezentralisierten Schulstrukturen (Kameradschaften, Schulgemeinde analog Schulparlament) noch die explizit angestrebte Autonomie bzw. Individualität der Schülerschaft, des Lehrkörpers und des Landerziehungsheims, weder jüdische noch sozialistisch oder kommunistisch orientierte Lehrkräfte.
Seit der Gründung der S.a.M. waren insbesondere deren jüdische Förderer, primär der im Kuratorium der Stiftung Schule am Meer wirkende Hauptsponsor des Landerziehungsheims, der Industrielle, illustre Kunstsammler und -mäzen Alfred Hess, ins Fadenkreuz der Insulaner und der lokalen Nationalsozialisten genommen worden. Der Juister NSDAP-Ortsgruppenleiter und Bürgermeister, Gerhard Mehrens (1899–1976), wollte sich mit der im regionalen Vergleich frühzeitigen Vertreibung unerwünschter Menschen und sehr kurzfristig „gleichgeschalteten“ Schulstrukturen profilieren, da er die (abwegige) Idee verfolgte, die von den Insulanern schon seit 1925 als „Jöödenschool“ (plattdeutsch für: Judenschule) diffamierte Schule am Meer als künftige Napola (NPEA) zu empfehlen. Dafür fehlten jedoch hinsichtlich der architektonischen Vorstellungen der Nationalsozialisten jegliche Voraussetzungen.
Ein weiterer Grund für die Vertreibung bestand darin, dass die Badeverwaltung Juists wie viele andere deutsche Nord- und Ostseebäder sehr daran interessiert war, ihre Insel nach dem 30. Januar 1933 sehr rasch „judenfrei“ melden und während des NS-Regimes demgemäß touristisch bewerben zu können. Etliche Inselhotels und -pensionen, -restaurants und -cafés positionierten schon während der 1920er Jahre und Jahrzehnte früher antisemitische Aushänge an ihren Eingängen, dass jüdische Gäste unerwünscht seien. So warb Juist nach 1933 wie folgt für sich: „Insel Juist zwischen Norderney/Borkum mit dem herrlichen breiten Strand – Das judenfreie Nordseebad. Prospekte durch die Badeverwaltung und alle Reisebüros“. Eine Abbildung des zitierten Zeitungsinserats findet sich über den Einzelnachweis. Anni Reiners Mutter Philippine hatte aufgrund dieser Diskriminierung und Ausgrenzung Mühe gehabt, auf Juist eine Hotelunterkunft zu finden, als sie dort vor 1931 ihre jüngste Tochter Anni, ihren Schwiegersohn Paul Reiner und ihre drei Enkelinnen besuchte (diverse Fotos des Besuchs sind erhalten).
Anni Reiner verließ die Schule am Meer und die Insel Juist am 29. September 1933. Juister Nationalsozialisten durchsuchten kurz zuvor den Hausrat der Familie Reiner und konfiszierten eine Reihe sozialistischer und kommunistischer Publikationen aus Paul Reiners umfänglicher Bibliothek. Schulleiter Luserke schloss die S.a.M. ein halbes Jahr später zum Abschluss des Schuljahres 1933/34 endgültig.

### Tessin, Schweiz
Anni Reiner, deren verstorbener, kommunistisch engagierter Ehemann ihr in dieser Lage auch nicht hätte helfen können, weil er aus politischen Gründen selbst NS-Verfolgung ausgesetzt gewesen wäre, setzte sich mit ihren Kindern über Zürich ins Tessin ab. Dort ließ sie auf ihrem 1929 erworbenen Anwesen oberhalb des Lago Maggiore die Casa Reiner errichten. Das Haus stand in den Folgejahren Freunden, Verwandten, bekannten und unbekannten Flüchtlingen aus dem NS-Staat als Begegnungsstätte offen, so beispielsweise den Emigranten Klaus Bamberger, Maria Becker, Hans Hess, Werner Rings und Eduard Zuckmayer (alle von der Schule am Meer) sowie Maria Beckers Mutter, der Schauspielerin und Theaterregisseurin Maria Fein, dem Tenor László Csabay, dem Politiker und Widerstandskämpfer Walter Fabian, dem Übersetzer Franz Fein, dem Dramatiker Fritz Hochwälder und dem Mathematiker Heinz Hopf.
Retrospektiv war die Lebensentscheidung Anni Reiners, mit ihren vier Töchtern in die Schweiz umzusiedeln, der wohl beste Entschluss, den sie im September 1933 hatte treffen können, um dem NS-Staat und dessen weiterer Entwicklung bis zur Schoáh während des Zweiten Weltkrieges zu entgehen.
1938 erhielten Anni Reiner und ihre drei Geschwister aus dem Verkauf des anteilig ererbten Landhauses ihrer Eltern im Taunus den Erlös, allerdings unter den Bedingungen der „Arisierung“, ergo erheblich unter Wert.

Buchdeckel (Schutzumschlag) der Erstausgabe, erschienen im Cecilie Dressler Verlag, Berlin 1962

An ihre hilfsweise Lehrtätigkeit in den beiden Landerziehungsheimen konnte oder wollte Anni Reiner in der Schweiz offenbar nicht wieder anknüpfen. Auch ihr 1917/18 wegen der Geburt ihres ersten Kindes abgebrochenes Studium nahm sie dort nach 1933 nicht wieder auf, um noch einen akademischen Abschluss zu erreichen, der sie für das Lehramt oder andere Berufe qualifiziert hätte. Es ist davon auszugehen, dass sie durch ihre vier Töchter, insbesondere die noch kleine Karin, keine Gelegenheit dazu sah oder hatte. Stattdessen wurde aus ihrer jüngsten Tochter später eine promovierte Pädagogin.
Im Jahr 1948 ertrank Anni und Paul Reiners dritte Tochter Ruth Elisabeth 25-jährig während einer Reise in Italien, ein weiterer Schicksalsschlag.
Anni Reiner soll familiärer Überlieferung zufolge als Autorin größtenteils unter Pseudonym tätig geworden sein. Bislang ist dies jedoch mangels Überlieferung dieses Pseudonyms nicht zu belegen. 1962 erschien im West-Berliner Cecilie Dressler Verlag Anni Reiners Kinderbuch Mein Freund Elio, das übersetzt 1965 auch in Frankreich und in den Niederlanden erschien. Die Illustration übernahm die mit iSCH signierende Ingrid Schneider.
Anni Reiner verstarb im Alter von 81 Jahren. Ihr Anwesen im Tessin wurde unter den drei zu dieser Zeit noch lebenden Töchtern aufgeteilt. Die beiden älteren Töchter veräußerten ihre Anteile am Grundstück, während die jüngste Tochter den ihren behielt und das Gebäude in der Tradition ihrer Mutter als Gästehaus weiterführte.
Ein Teil des Nachlasses von Anni Reiner, geb. Hochschild, befindet sich seit 2020 im Archiv der deutschen Jugendbewegung, da sowohl ihr Ehemann als auch die beiden Landerziehungsheime der deutschen Jugendbewegung zugerechnet werden.
Im Jahr 2020 avancierte Anni Reiner zur Heldin (Hauptfigur) eines Romans, der in vielen Medien besprochen bzw. rezensiert und während eines Zeitraums von etwa fünf Monaten (20 Wochen) in der Spiegel-Bestsellerliste geführt wurde.

## Werk
- Mein Freund Elio. Cecilie Dressler Verlag, Berlin 1962. OCLC 641561515 (Illustration: Ingrid Schneider)[5][6]
- Mein Freund Elio. Julius Breitschopf, München/Wien/Zürich 1962. OCLC 73865450 (Lizenzausgabe)
- Elio a disparu. Éditions de l'Amitié, Rageot, Paris 1965. OCLC 460098864 (Übersetzung: Gerda Muller, Edith Vincent)[103]
- Mijn vriendje Elio. Uitgeverij G.F. Callenbach N.V., Nijkerk 1965. OCLC 63817329 (Übersetzung: J. C. Torringa-Timmer, Babs van Wely)[104]